# Якубовский, Франц
Франц Якубовский (пол. Franz Jakubowski, 1912, Познань — 1970, США) — польский философ

, теоретик марксизма.

## Биография
Родился в Познани, но рос в Данциге и Сопоте. В 1930—1933 гг. изучал право в университетах Гейдельберга, Берлина, Мюнхена и Вроцлава. Докторскую диссертацию на тему «Идеология и надстройка в историческом материализме» защитил в университете Базеля.

## Книги
- Ideology and Superstructure in Historical Materialism Архивная копия от 9 сентября 2009 на Wayback Machine. Pluto Press, 1990. ISBN 0745303897